# Comté de Cap Girardeau
Le comté de Cap-Girardeau est l'un des 114 comtés de l'État du Missouri, aux États-Unis.

## Toponymie
Le comté de Cape Girardeau a été organisé le 1er octobre 1812 comme l'un des cinq comtés originaux du territoire du Missouri après que les États-Unis eurent fait l'achat de la Louisiane en 1803. Il est nommé ainsi en hommage à Jean Baptiste de Girardot (également orthographié Girardeau ou Girardat), un officier Français stationné de 1704 à 1720 à Kaskaskia en Nouvelle-France. En 1733, il fonda un poste de traite sur le fleuve Mississippi, qui devint la ville actuelle de Cape Girardeau. Le « cap » était alors un promontoire rocheux qui dominait le Mississippi et qui fut détruit lors de la construction du chemin de fer.

## Comtés voisins
- Comté de Perry (au nord)
- Comté de Union (à l'est, dans l'État de l'Illinois)
- Comté d'Alexander (à l'est, dans l'État de l'Illinois)
- Comté de Scott (au sud)
- Comté de Stoddard (au sud)
- Comté de Bollinger (à l'ouest)

## Transports
- Interstate 55
- U.S. Route 61
- Missouri Route 25
- Missouri Route 34
- Missouri Route 72

## Villes
- Cap-Girardeau
- Jackson
- Friedheim
- Pocahontas